# Wake Motors
Wake Motors ist ein brasilianischer Hersteller von Automobilen.

## Unternehmensgeschichte
Fabiano Isoppo, Marcos Celestino und Jonas Ziemer gründeten 2009 das Unternehmen in Curitiba. Isoppo ist für den Marketingbereich zuständig, Celestino ist Ingenieur und Ziemer Designer. Sie begannen mit der Entwicklung von Automobilen. 2012 wurde das erste Fahrzeug auf einer Automobilausstellung präsentiert. Der Markenname lautet Wake. Seit 2014 befindet sich das Werk in São José dos Pinhais. Pro Monat entstehen etwa 40 bis 50 Fahrzeuge. Eine andere Quelle nennt 40 Fahrzeuge monatlich. Eine weitere Quelle nennt 15 Fahrzeuge monatlich für die Zeit bis Mitte 2014, sowie Pläne, diese Zahl bis August 2014 auf 30 und bis Ende 2015 auf 50 zu erhöhen. Bisher entstanden über 400 Fahrzeuge. Die Fahrzeuge werden auch exportiert.

## Fahrzeuge
Im Angebot steht der VW-Buggy Super Buggy. Er ist eine Weiterentwicklung des Modells Bugway von Way Brasil mit überarbeitetem Fahrgestell. Auffallend ist der vorne im Fahrzeug platzierte Wasserkühler für den Heckmotor. Der Vierzylindermotor von Volkswagen do Brasil mit 1600 cm³ Hubraum leistet 105 PS. Das Leergewicht ist mit 820 kg angegeben.
Außerdem gab es Pläne, für Obvio dessen Modell 828 E zu fertigen.